# Erica Carlson
Erica Carlson, född 4 augusti 1981 i Trollhättan, är en svensk skådespelare.
Carlson studerade vid Magnus Åbergsgymnasiets teaterlinje i Trollhättan och på Kulturamas teaterlinje. Hon fick sitt genombrott som storasyrran i Lukas Moodyssons Fucking Åmål och flyttade kort därefter till Stockholm där hon jobbade som programledare på ZTV.

## Filmografi
- 1998 – Fucking Åmål
- 2004 – 6 Points
- 2004 – Camp Slaughter
- 2005 – Tjenare kungen
- 2006 – Humorlabbet (TV-serie)
- 2010 – Puss